# Андрій Сороковський
Андрій Сороковський — американський правник та історик українського походження.

## Життєпис
Протягом 1984-87 рр. був співробітником Кестон-коледжу (Keston College) в Англії, де досліджував питання релігійної свободи в комуністичних країнах.
У 1989-90 працював директором департаменту досліджень і документації в Римі в канцелярії Блаженішого Мирослава Івана кардинала Любачівського, який займався перенесенням справ УГКЦ з Риму до України у 1991 році.
Працював відповідальним редактором наукового журналу «Harvard Ukrainian Studies» у 1993-97 рр. Згодом був науковим співробітником Міністерства юстиції США, секції навколишнього середовища та відділу природних ресурсів у Вашингтоні.
Автор багатьох наукових статей, а також редактор збірника з історії Українського патріархального руху (Свічадо, 2009).
У 1990 році захистив докторську дисертацію (Ph.D.) на тему «Греко-католицький парафіяльний клир в Галичині, 1900—1939» в Університеті Лондона.
Володіє англійською, українською, російською, польською, французькою, італійською та іспанською мовами.
5 жовтня 2013 року обраний головою Українського патріархального товариства в США та головою редакційної ради журналу «Патріярхат».